# Mayoiga
Mayoiga (迷家-マヨイガ-, lit. "A Aldeia Perdida") é uma série de animé produzida pelo estúdio Diomedéa, dirigida por Tsutomu Mizushima e escrita por Mari Okada, com os desenhos das personagens feitos por Naomi Ide e a música composta por Masaru Yokoyama. Estreou-se a 1 de abril de 2016. Nos países lusófonos, a série é transmitida simultaneamente pela Crunchyroll. O título Mayoiga (迷い家, lit. "A Casa da Ilusão"), originalmente representa um folclore japonês.Este anime foi Baseado numa lenda urbana japonesa acerca de uma vila cujo nome era Inunaki

## Enredo
Um grupo de trinta homens e mulheres jovens realiza uma excursão de autocarro até Nanakimura, uma aldeia sombria cuja lenda urbana é uma utopia. Na chegada, eles descobrem que a aldeia não tem habitantes, com pequenos sinais de vida que estão se deteriorando lentamente. A verdade sobre Nanakimura há de ser descoberta.

## Personagens
Mitsumune (光宗)
Voz de: Kōdai Sakai
Masaki (真咲)
Voz de: Yuka Aisaka
Hayato (颯人)
Voz de: Taku Yashiro
Koharun (こはるん)
Voz de: Kaoru Sakura
Valkana (ヴァルカナ, Varukana)
Voz de: Tatsuhisa Suzuki
Lion (リオン, Rion)
Voz de: Hiromi Igarashi
Jack (ジャック, Jakku)
Voz de: Miyoshi Kousuke